# 里昂第三区
里昂第三区是法国里昂的九个区之一。面积6.35平方公里，人口82568人，其人口密度居里昂各区第二位，仅次于里昂第一区。
里昂第三区成立于1852年3月24日，是最早成立的五个区之一，1867年分出第六区，1912年又分出第七区。